# Geothelphusa boreas
Geothelphusa boreas — вид прісноводних крабів родини Potamidae. Описаний у 2021 році.

## Поширення
Ендемік Тайваню. Поширений у ботанічному саді Фушань, що розташований навколо міста Сіньбей та округу Їлань.

## Опис
Відрізняється від подібних однотипних видів за структурою першого гонопода самців і пропорціями чоловічих грудних стернітів.